# Veterinary Clinical Pathology
Veterinary Clinical Pathology – międzynarodowe, recenzowane czasopismo naukowe publikujące w dziedzinie nauk weterynaryjnych.
Pismo wydawane jest przez American Society for Veterinary Clinical Pathology i stanowi ponadto oficjalne czasopismo European Society of Veterinary Clinical Pathology. Tematyką obejmuje laboratoryjną medycynę porównawczą zwierząt dzikich, domowych i laboratoryjnych, publikując prace na temat biomarkerów, chemii klinicznej, koagulacji i hemostazy, cytopatologii, edukacji w zakresie patologii klinicznej, endokrynologii, hematopatologii, immunohematologii i medycyny transfuzji, diagnostyki molekularnej, patofizjologii, proteonomiki, zapewniania jakości oraz toksykologicznej patologii klinicznej.
W 2015 impact factor pisma wynosił 1,273. W 2014 zajęło 42 miejsce w rankingu ISI Journal Citation Reports w dziedzinie  weterynarii.